# Bécheresse
Bécheresse est une commune du sud-ouest de la France, située dans le département de la Charente (région Nouvelle-Aquitaine).
Ses habitants sont appelés les Bécheressiens et les Bécheressiennes.

## Géographie

### Localisation et accès
Bécheresse est une petite commune du canton de Blanzac, située à 6 km au nord-est de Blanzac-Porcheresse et à 18 km au sud d'Angoulême.
Située à la limite des collines du Montmorélien, elle est aussi à 7 km au sud de Mouthiers-sur-Boëme, 12 km au nord-ouest de Montmoreau, et 19 km à l'est de Barbezieux.
La D 5, route de Barbezieux et Blanzac à Villebois-Lavalette, borde la commune au sud, ainsi que la D 12, route de Blanzac à Angoulême à l'est. La commune occupe une colline excentrée par rapport à ces deux routes, et la D 436 qui dessert le bourg en parcourt la crête d'est en ouest.

### Hameaux et lieux-dits
La commune comporte de nombreux hameaux, dont le plus important est chez Rouhaud à l'ouest. Le bourg, au centre, n'est guère plus grand qu'un de ces autres hameaux et fermes, comme chez Savarit, chez Tudet, les Egretauds, le Grand et Petit Moulin, Céroume, Lagonville, le Laurier, chez Bornaud, chez Suraud, etc..

### Communes limitrophes
|                       | Plassac-Rouffiac |           |
| Champagne-Vigny       | Bécheresse       | Voulgézac |
| Coteaux-du-Blanzacais | Pérignac         |           |

### Géologie et relief
La commune est située dans les coteaux calcaires du Bassin aquitain datant du Crétacé supérieur, comme toute la moitié sud du département de la Charente.
On trouve le Campanien, calcaire crayeux, sur toute la surface communale. Quelques sommets boisés à l'est de la commune (à l'est de chez Savary et chez Tudet) sont recouverts de dépôts du Tertiaire (Lutétien et Cuisien), composés de galets, sables et argiles.
Les hauteurs et les flancs de vallées sont occupés par des formations de recouvrement et colluvions issues de la roche en place et datant du Quaternaire (Pléistocène). Le fond de la vallée du Né est occupé par des alluvions récentes,,.
La commune a un relief assez vallonné et occupe un plateau entre deux vallées situées au nord et au sud. Son point culminant est à une altitude de 183 m, situé à l'extrémité orientale. Le point le plus bas est à 95 m, situé au nord près de chez Normandin. Le bourg, situé près de la crête, est à 160 m d'altitude.

### Hydrographie

#### Réseau hydrographique

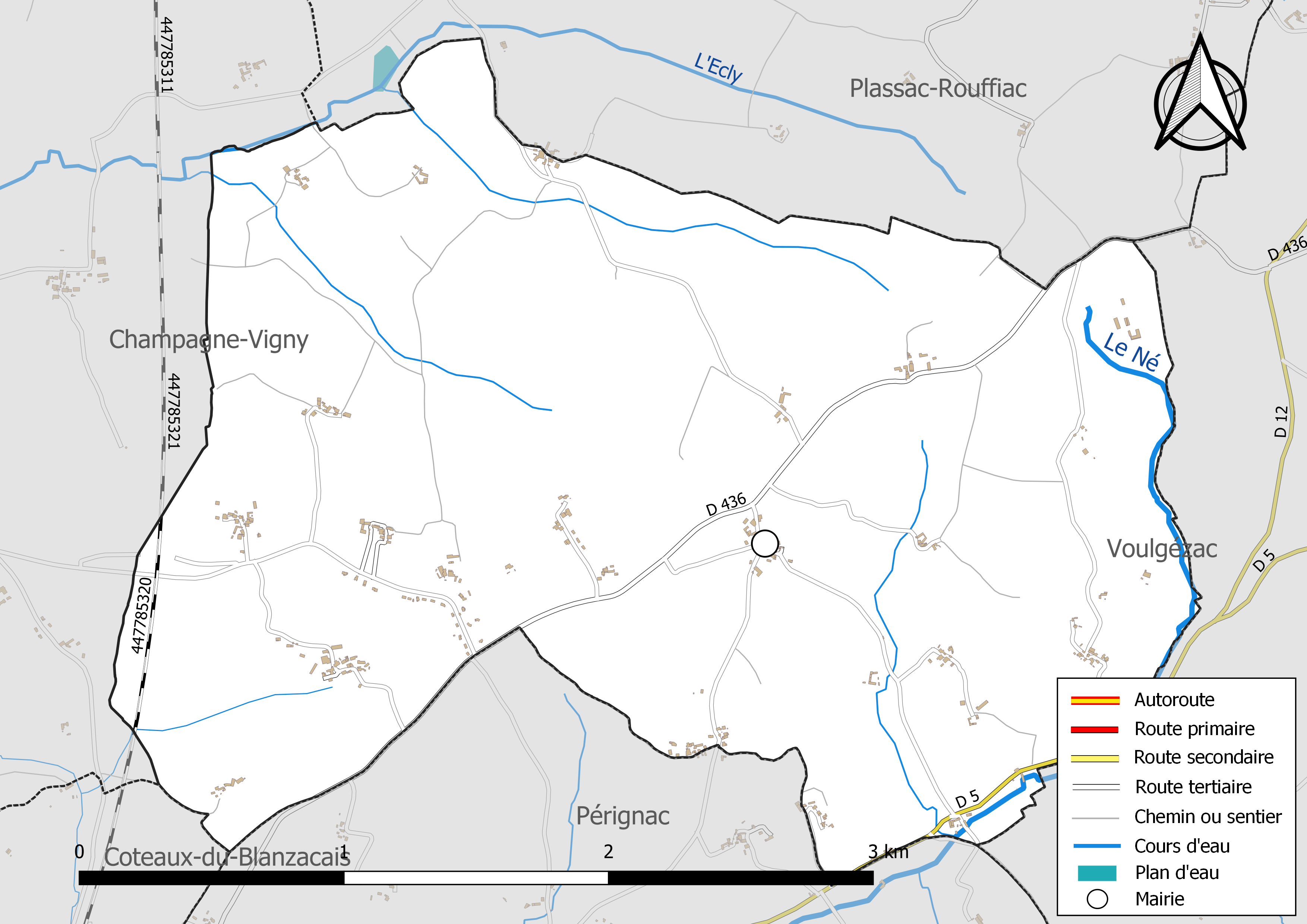
Réseaux hydrographique et routier de Bécheresse.

La commune est située dans  le bassin versant de la Charente au sein  du Bassin Adour-Garonne. Elle est drainée par le Né, l'Ecly et par divers petits cours d'eau, qui constituent un réseau hydrographique de 8 km de longueur totale,.
Le Né borde la commune au sud. D'une longueur totale de 66,1 km, il prend sa source non loin, à Voulgézac et arrose Blanzac. Il se jette  dans la Charente à Merpins, après avoir traversé 25 communes.
L'Écly, affluent du Né, borde la commune au nord. Il prend sa source dans la commune voisine de Plassac-Rouffiac.
On trouve aussi sur le territoire communal quelques petits affluents parfois intermittents de ces deux cours d'eau, et des sources comme la fontaine Savarit ou la Fontaine qui bout.

#### Gestion des cours d'eau
Le territoire communal est couvert par le schéma d'aménagement et de gestion des eaux (SAGE) « Charente ». Ce document de planification, dont le territoire correspond au bassin de la Charente, d'une superficie de 9 300 km2, a été approuvé le 19 novembre 2019. La structure porteuse de l'élaboration et de la mise en œuvre est l'établissement public territorial de bassin Charente. Il définit sur son territoire les objectifs généraux d’utilisation, de mise en valeur et de protection quantitative et qualitative des ressources en eau superficielle et souterraine, en respect des objectifs de qualité définis dans le troisième SDAGE  du Bassin Adour-Garonne qui couvre la période 2022-2027, approuvé le 10 mars 2022.

### Climat
Comme dans les trois quarts sud et ouest du département, le climat est océanique aquitain.

## Urbanisme

### Typologie
Au 1er janvier 2024, Bécheresse est catégorisée commune rurale à habitat très dispersé, selon la nouvelle grille communale de densité à 7 niveaux définie par l'Insee en 2022.
Elle est située hors unité urbaine. Par ailleurs la commune fait partie de l'aire d'attraction d'Angoulême, dont elle est une commune de la couronne,. Cette aire, qui regroupe 94 communes, est catégorisée dans les aires de 50 000 à moins de 200 000 habitants,.

### Occupation des sols
L'occupation des sols de la commune, telle qu'elle ressort de la base de données européenne d’occupation biophysique des sols Corine Land Cover (CLC), est marquée par l'importance des territoires agricoles (86,6 % en 2018), une proportion sensiblement équivalente à celle de 1990 (86,4 %). La répartition détaillée en 2018 est la suivante : 
terres arables (70 %), forêts (13,4 %), zones agricoles hétérogènes (9 %), cultures permanentes (6,6 %), prairies (1 %). L'évolution de l’occupation des sols de la commune et de ses infrastructures peut être observée sur les différentes représentations cartographiques du territoire : la carte de Cassini (XVIIIe siècle), la carte d'état-major (1820-1866) et les cartes ou photos aériennes de l'IGN pour la période actuelle (1950 à aujourd'hui).

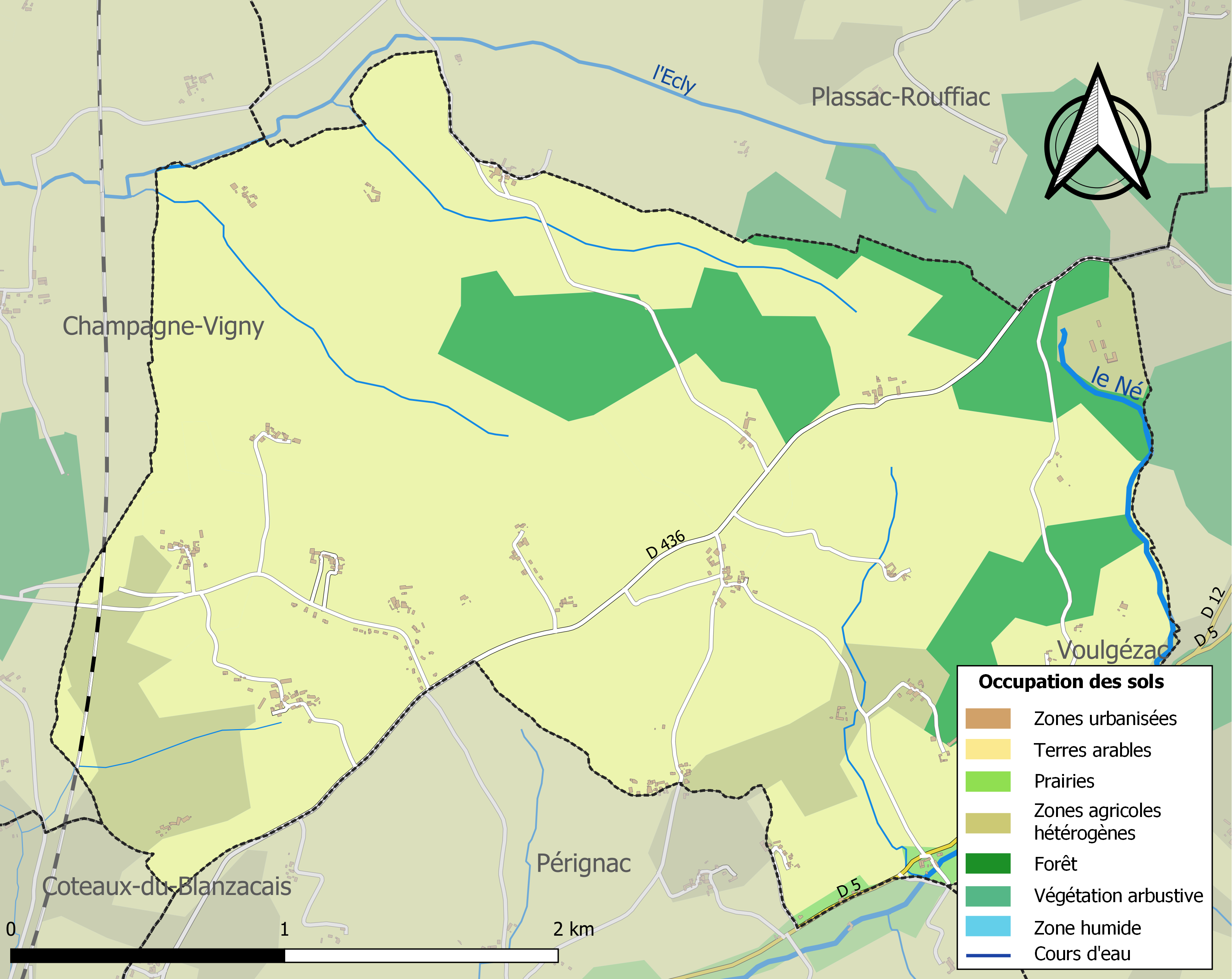
Carte des infrastructures et de l'occupation des sols de la commune en 2018 (CLC).

### Risques majeurs
Le territoire de la commune de Bécheresse est vulnérable à différents aléas naturels : météorologiques (tempête, orage, neige, grand froid, canicule ou sécheresse), feux de forêts et séisme (sismicité faible). Un site publié par le BRGM permet d'évaluer simplement et rapidement les risques d'un bien localisé soit par son adresse soit par le numéro de sa parcelle.
Bécheresse est exposée au risque de feu de forêt du fait de la présence sur son territoire du bois de Pérignac – Puypéroux. Un plan départemental de protection des forêts contre les incendies (PDPFCI) a été élaboré pour la période 2017-2026, faisant suite à un plan 2007-2016. Les mesures individuelles de prévention contre les incendies sont précisées par divers arrêtés préfectoraux et s’appliquent dans les zones exposées aux incendies de forêt et à moins de 200 mètres de celles-ci. L’arrêté du 3 mai 2016 règlemente l'emploi du feu en interdisant notamment d’apporter du feu, de fumer et de jeter des mégots de cigarette dans les espaces sensibles et sur les voies qui les traversent sous peine de sanctions. L'arrêté du 27 décembre 2019 rend le débroussaillement obligatoire, incombant au propriétaire ou ayant droit,,,.

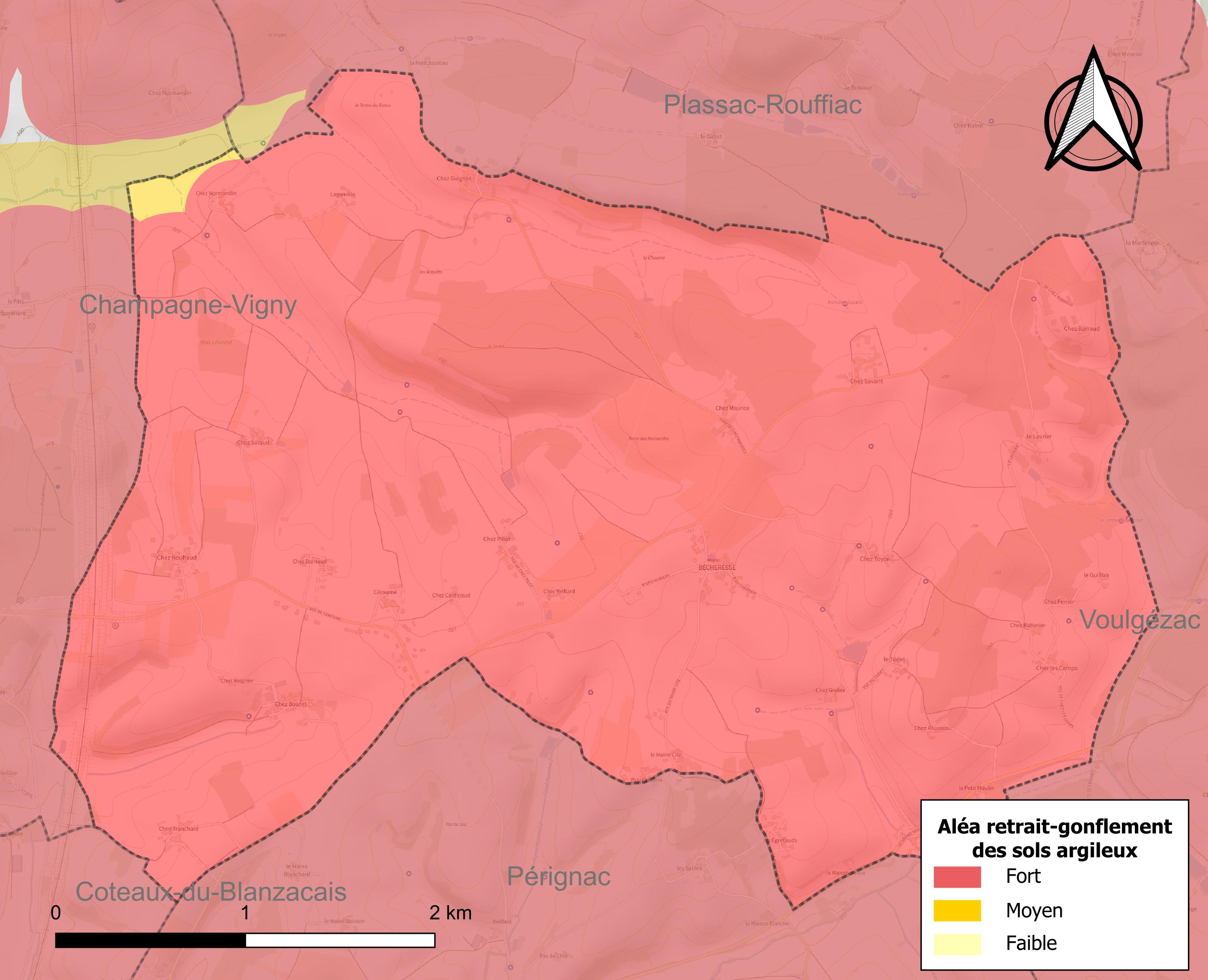
Carte des zones d'aléa retrait-gonflement des sols argileux de Bécheresse.

Le retrait-gonflement des sols argileux est susceptible d'engendrer des dommages importants aux bâtiments en cas d’alternance de périodes de sécheresse et de pluie. La totalité de la commune est en aléa moyen ou fort (67,4 % au niveau départemental et 48,5 % au niveau national). Sur les 140 bâtiments dénombrés sur la commune en 2019,  140 sont en aléa moyen ou fort, soit 100 %, à comparer aux 81 % au niveau départemental et 54 % au niveau national. Une cartographie de l'exposition du territoire national au retrait gonflement des sols argileux est disponible sur le site du BRGM,.
Par ailleurs, afin de mieux appréhender le risque d’affaissement de terrain, l'inventaire national des cavités souterraines permet de localiser celles situées sur la commune.
La commune a été reconnue en état de catastrophe naturelle au titre des dommages causés par les inondations et coulées de boue survenues en 1982, 1983, 1988 et 1999. Concernant les mouvements de terrains, la commune a été reconnue en état de catastrophe naturelle au titre des dommages causés par des mouvements de terrain en 1999.

## Toponymie
Les formes anciennes sont Bercelecia en 1110, Becerecia en 1263 et 1293, Beceria en 1400, Besseressa, Bacheresse (non daté, plus tardif).
Le nom serait issu de bettiaricia, « lieu où croissent des bouleaux », lui-même issu du gaulois bettia, bouleau, ou de l'ancien occitan bessaresa avec le même sens (beç = bouleau),.

## Histoire
Au Moyen Âge, principalement aux XIIe et XIIIe siècles, Bécheresse se trouvait près d'une variante nord-sud de la via Turonensis, itinéraire du pèlerinage de Saint-Jacques-de-Compostelle qui passait par Nanteuil-en-Vallée, Saint-Amant-de-Boixe, Angoulême, Mouthiers, Blanzac, Puypéroux et Aubeterre. Au départ de Plassac, les pèlerins se rendant à Puypéroux y faisaient parfois halte.
La paroisse de Bécheresse dépendait du chapitre cathédral d'Angoulême. C'est avec son concours que la cloche actuelle est fondue en 1577. En 1637 les habitants s'étant révoltés une nouvelle fois contre la gabelle, l'intendant de La Rochelle menace de la faire fondre. Mais la population s'étant soumise la cloche fut sauvée.

## Administration

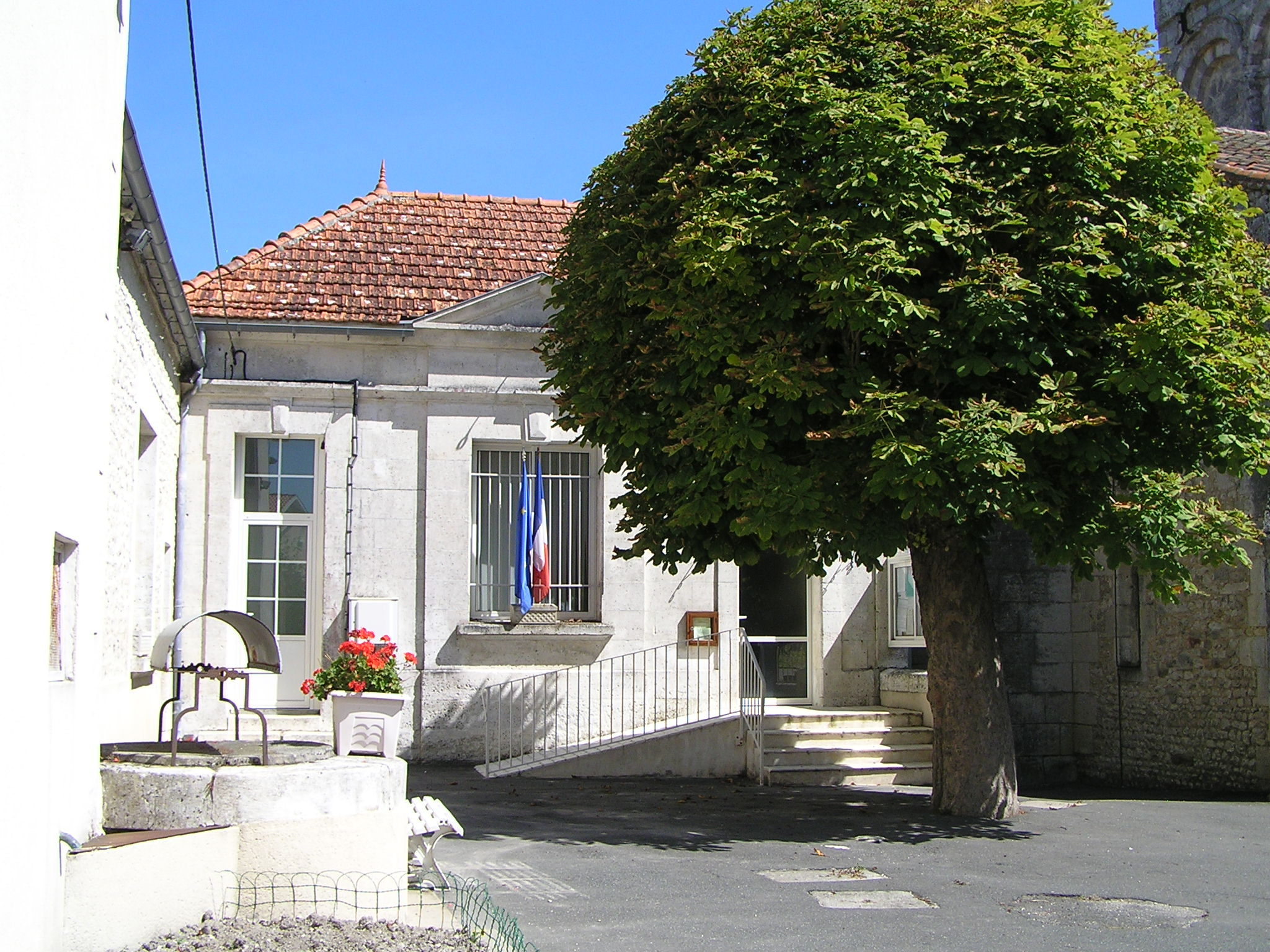
La mairie.

| Période                                  | Période  | Identité      | Étiquette | Qualité                   |
| ---------------------------------------- | -------- | ------------- | --------- | ------------------------- |
| depuis 1989                              |          | Gérard Puaud  | SE        | Retraité de l'agriculture |
| 2014                                     | En cours | Jacky Maurice |           |                           |
| Les données manquantes sont à compléter. |          |               |           |                           |

## Démographie

### Évolution démographique
L'évolution du nombre d'habitants est connue à travers les recensements de la population effectués dans la commune depuis 1793. Pour les communes de moins de 10 000 habitants, une enquête de recensement portant sur toute la population est réalisée tous les cinq ans, les populations de référence des années intermédiaires étant quant à elles estimées par interpolation ou extrapolation. Pour la commune, le premier recensement exhaustif entrant dans le cadre du nouveau dispositif a été réalisé en 2006.

En 2022, la commune comptait 292 habitants, en évolution de +0,69 % par rapport à 2016 (Charente : −0,48 %, France hors Mayotte : +2,11 %).
| 1793 | 1800 | 1806 | 1821 | 1831 | 1841 | 1846 | 1851 | 1856 |
| ---- | ---- | ---- | ---- | ---- | ---- | ---- | ---- | ---- |
| 700  | 676  | 639  | 693  | 610  | 573  | 536  | 587  | 492  |

| 1861 | 1866 | 1872 | 1876 | 1881 | 1886 | 1891 | 1896 | 1901 |
| ---- | ---- | ---- | ---- | ---- | ---- | ---- | ---- | ---- |
| 504  | 512  | 453  | 430  | 439  | 411  | 344  | 370  | 420  |

| 1906 | 1911 | 1921 | 1926 | 1931 | 1936 | 1946 | 1954 | 1962 |
| ---- | ---- | ---- | ---- | ---- | ---- | ---- | ---- | ---- |
| 373  | 365  | 321  | 311  | 286  | 270  | 255  | 264  | 270  |

| 1968 | 1975 | 1982 | 1990 | 1999 | 2006 | 2011 | 2016 | 2021 |
| ---- | ---- | ---- | ---- | ---- | ---- | ---- | ---- | ---- |
| 259  | 218  | 246  | 217  | 207  | 231  | 300  | 290  | 292  |

| 2022 | - | - | - | - | - | - | - | - |
| ---- | - | - | - | - | - | - | - | - |
| 292  | - | - | - | - | - | - | - | - |

### Pyramide des âges
La population de la commune est relativement jeune.
En 2018, le taux de personnes d'un âge inférieur à 30 ans s'élève à 33,8 %, soit au-dessus de la moyenne départementale (30,2 %). À l'inverse, le taux de personnes d'âge supérieur à 60 ans est de 19,7 % la même année, alors qu'il est de 32,3 % au niveau départemental.
En 2018, la commune comptait 140 hommes pour 149 femmes, soit un taux de 51,56 % de femmes, légèrement inférieur au taux départemental (51,59 %).
Les pyramides des âges de la commune et du département s'établissent comme suit.
| Hommes | Classe d’âge | Femmes |
| ------ | ------------ | ------ |
| 1,4    | 90 ou +      | 1,3    |
| 5,0    | 75-89 ans    | 7,3    |
| 13,6   | 60-74 ans    | 10,7   |
| 26,4   | 45-59 ans    | 21,3   |
| 20,0   | 30-44 ans    | 25,3   |
| 12,9   | 15-29 ans    | 7,3    |
| 20,7   | 0-14 ans     | 26,7   |

| Hommes | Classe d’âge | Femmes |
| ------ | ------------ | ------ |
| 1      | 90 ou +      | 2,7    |
| 9,2    | 75-89 ans    | 12     |
| 20,6   | 60-74 ans    | 21,3   |
| 20,7   | 45-59 ans    | 20,3   |
| 16,8   | 30-44 ans    | 16     |
| 15,6   | 15-29 ans    | 13,4   |
| 16,1   | 0-14 ans     | 14,3   |

## Économie

### Agriculture
La viticulture occupe une partie de l'activité agricole. La commune est située dans les Fins Bois, dans la zone d'appellation d'origine contrôlée du cognac.

## Équipements, services et vie locale

### Enseignement
L'école est un regroupement pédagogique intercommunal entre Bécheresse et Champagne-Vigny, qui se partagent les deux écoles élémentaires,.

## Lieux et monuments

### Patrimoine religieux
L'église paroissiale Saint-Barthélemy date dans son ensemble du XIe siècle hormis la façade, de style roman saintongeais, reconstruite au XIIe siècle. C'était une vicairie perpétuelle dépendant du chapitre cathédral d'Angoulême. Le transept a été étendu au XVe siècle avec une chapelle latérale, et l'abside restaurée en 1781. Le clocher a été reconstruit en 1860.
L'édifice est inscrit monument historique depuis 1925.
L'église renferme le monument sépulcral du XIIe siècle d'un architecte en pierre orné d'une croix pattée, d'un marteau et d'une équerre, classé monument historique au titre objet depuis 1911. La cloche en bronze fondue en 1577 est classée depuis 1943,.

Église Saint-Barthélémy
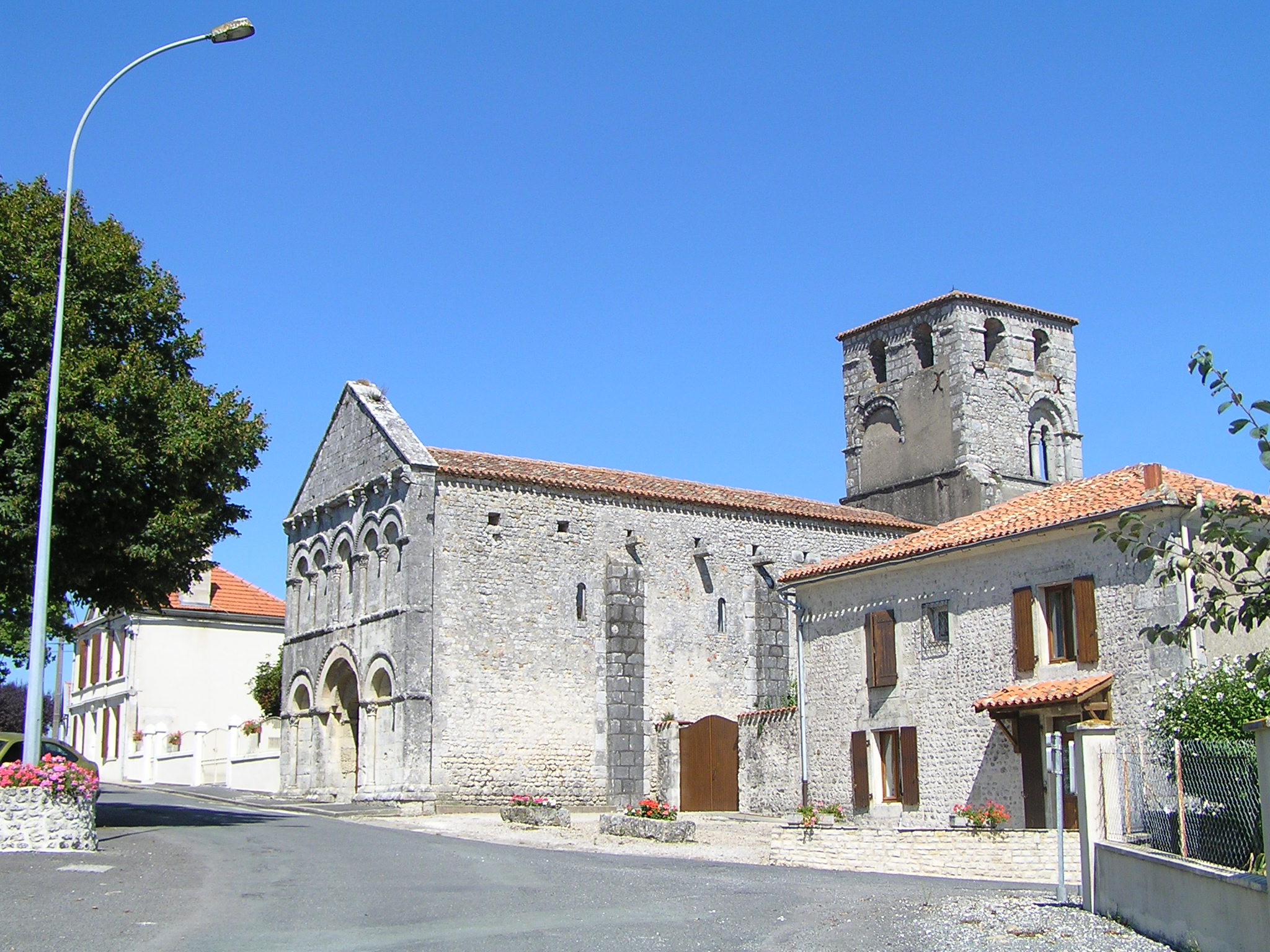
Vue générale.
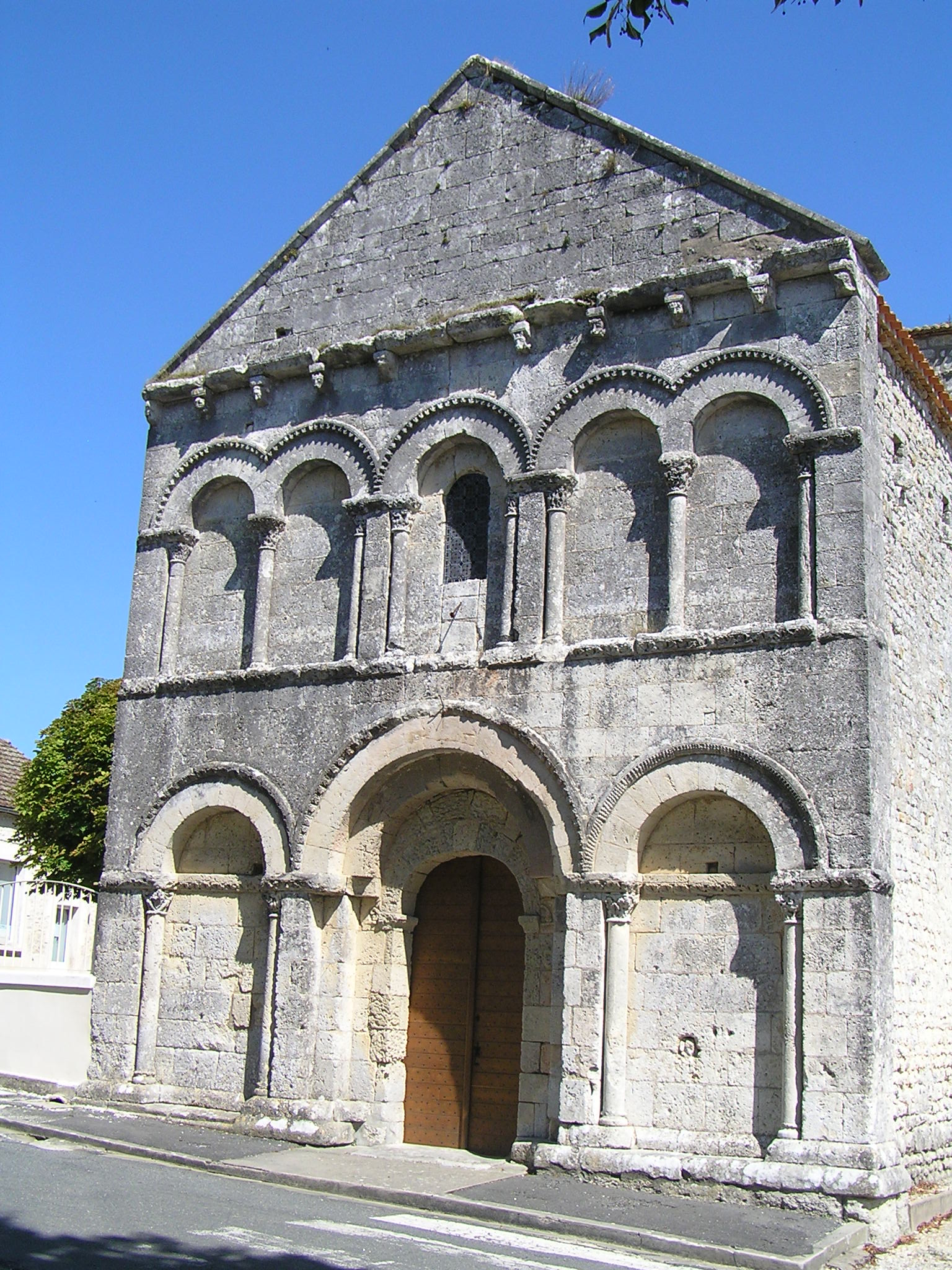
La façade.
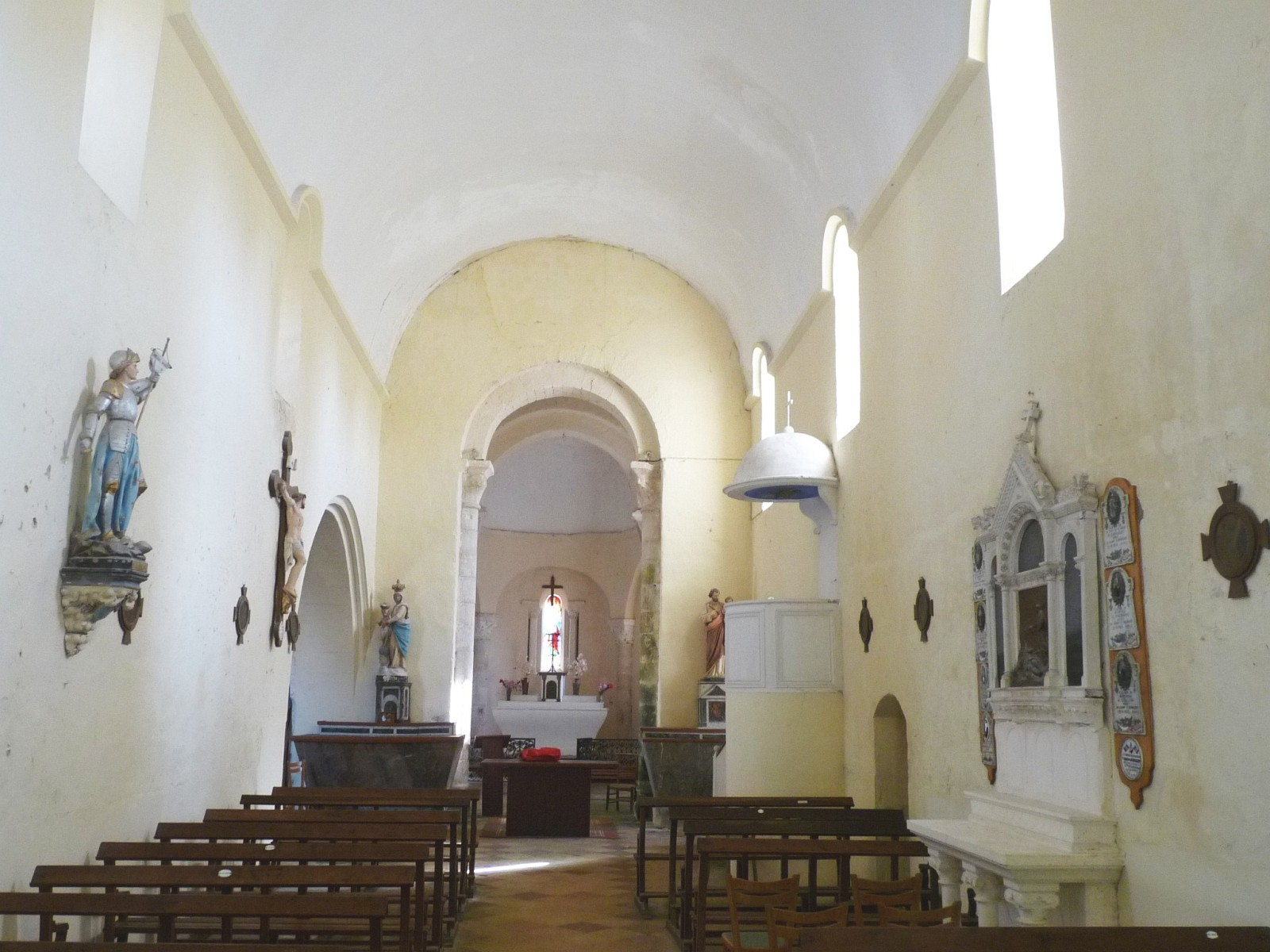
L'intérieur.